# Lisa Jervis
Lisa Jervis, née en 1972, est une écrivaine américaine, éditrice et professionnelle des technologies de l'information et de la communication. Elle est l'une des fondatrices de Bitch Magazine.

## Biographie
Lisa Jervis est la fille de Robert Jervis, chercheur renommé en relations internationales, et de Kathe Jervis, chercheuse en éducation. Elle grandit entre Boston, Los Angeles et New York, où elle est diplômée du Oberlin College. Lisa Jervis entre dans le monde de l’édition comme stagiaire au magazine Sassy. 
Titulaire d’une maîtrise en gestion de l'information et systèmes de communication de l'Université de Californie à Berkeley, elle travaille dans le conseil et le développement des technologies de l'information pour des entités à but non lucratif axées sur la justice sociale,. À ce titre, elle est directrice des opérations du Center for Media Justice,.

## Carrière professionnelle
En 1996, Lisa Jervis et Andi Zeisler fondent Bitch, un magazine trimestriel féministe et indépendant. Le titre offre une réaction féministe à la culture populaire et aux médias américains. Pour le Kirkus Reviews : « Jervis et Zeisler ont fondé le magazine pour éviter le point de vue complaisant postfeminist. ».
Entre 2004 et 2007, elle devient également rédactrice en chef du magazine LiP. Elle est la présidente et fondatrice du groupe d’analyses et de défense Women in Media and News. Lisa Jervis est membre du comité consultatif d'OutLoud Radio.

## Publications
Lisa Jervis a publié de nombreux articles sur des thématiques liées au genre, et certains de ses écrits ont été cités par des spécialistes dans ce domaine comme la chercheuse Shira Tarrant. En 2008, son essai An Old Enemy in a New Outfit: How Date Rape Became Gray Rape and Why it Matters consacré à la culture du viol est édité dans le volume Yes Means Yes !: Visions of Female Sexual Power and A World Without Rape,.
En 2009, l’autrice publie Cook Food: A Manualfesto A Manualfesto for Easy, Healthy, Local Eating chez PM Press. L’ouvrage se compose d’un manifeste pour une alimentation facile, saine et locale, qualifié de « guide pratique fantastique » par The New Yorker.